# Radda in Chianti
Radda in Chianti é uma comuna italiana da região da Toscana, província de Siena, com cerca de 1.668 habitantes. Estende-se por uma área de 80 km², tendo uma densidade populacional de 21 hab/km². Faz fronteira com Castellina in Chianti, Castelnuovo Berardenga, Cavriglia (AR), Gaiole in Chianti, Greve in Chianti (FI).

## Demografia
| Variação demográfica do município entre 1861 e 2011                               |
|                                                                                   |
| Fonte: Istituto Nazionale di Statistica (ISTAT) - Elaboração gráfica da Wikipedia |